# De Lincoln Branch
De Lincoln Branch is een Belgisch-Poolse stripreeks die begonnen is in juni 2007 met Emmanuel Herzet als schrijver en Piotr Kowalski als tekenaar.

## Albums
Alle albums zijn geschreven door Emmanuel Herzet, getekend door Piotr Kowalski en uitgegeven door Le Lombard.
| Nummer | Titel                   |
| ------ | ----------------------- |
| 1      | Een geheim uit het graf |
| 2      | Duistere erfenis        |
| 3      | Oorlogstuig             |
| 4      | Tot de laatste schakel  |